# Eko Eko Azarak: Wizard of Darkness
Pour les articles homonymes, voir Eko Eko Azarak.
Série
Eko Eko Azarak 2: Birth of the Wizard
(1996)
Pour plus de détails, voir Fiche technique et Distribution.
Eko Eko Azarak: Wizard of Darkness (エコエコアザラク, Eko eko azaraku) est un film japonais réalisé par Shimako Satō, sorti en 1995.

## Synopsis
Misa Kuroi est une jeune fille possédant des pouvoirs de sorcière, qui arrive en cours d'année dans un nouvel établissement scolaire. En ville dernièrement, les morts violentes suspectes se succèdent, selon une logique qu'un des élèves de la classe de Misa interprète comme étant une cérémonie pour invoquer Satan. Un jour, treize élèves dont Misa sont désignés par leur professeur pour rester et faire un devoir. Mais celle-ci s'éclipse et ne revient pas. Une des élèves part aux toilettes et meurt noyée, tandis qu'un groupe essaie désespérément de sortir, leurs pas les ramenant inlassablement dans l'enceinte du lycée.

## Fiche technique
- Titre original : エコエコアザラク (Eko eko azaraku?)
- Titre français : Eko Eko Azarak: Wizard of Darkness
- Réalisation : Shimako Satō
- Scénario : Junki Takegami (ja), d'après le manga de Shin'ichi Koga (ja)
- Production : Yoshinori Chiba, Shun'ichi Kobayashi, Akira Tsuburaya et Hiroshi Yamaji
- Musique : Mikiya Katakura
- Photographie : Shoei Sudo
- Montage : Shimako Satō
- Pays d'origine :  Japon
- Langue originale : japonais
- Format : couleurs - 35 mm - 1,85:1 - son Dolby Surround
- Genres : film d'horreur, film fantastique
- Durée : 80 minutes[1]
- Date de sortie :
  - Japon : 8 avril 1995[1]

## Distribution
- Kimika Yoshino : Misa Kuroi
- Miho Kanno : Mizuki Kurahashi
- Shu-Ma : Kenichi Shindou
- Naozumi Takahashi : Takayuki Mizuno
- Ryōka Yuzuki : Kazumi Tanaka
- Mio Takaki : Kyoko Shirai
- Miki Shibata : Chie Watanabe
- Juri Maezono : Yuka Ozawa
- Tatsuki Hirabayashi : Yuta Ikeno
- Yūta Okusawa : Nobuhiro Abe
- Kaori Orihara : Reiko Matsumoto
- Shuhei Minami : Kei Takada
- Miho Tamura : Maki Yoshida
- Takeshi Sudō : Kengo Kimura
- Mika Hirayama : Kana Nakamura
- Yōichi Okamura : Hideki Numata

## Distinctions

### Récompenses
- Japanese Professional Movie Awards 1996 : Prix de la meilleure nouvelle actrice pour Kimika Yoshino

### Nominations
- Fantasporto 1997 : Meilleur film

## Voir également
- 1996 : Eko Eko Azarak 2: Birth of the Wizard (Eko Eko Azaraku II), film japonais de Shimako Satō
- 1997 : Eko Eko Azarak, la série (Eko Eko Azaraku: The Series), série télévisée japonaise de Sōtarō Hayashi
- 1998 : Eko Eko Azarak 3: Misa the Dark Angel (Eko Eko Azaraku III), film japonais de Katsuhito Ueno
- 2001 : Eko Eko Azarak 4 (Eko Eko Azaraku IV), film japonais de Kosuke Suzuki